# Parochie (kerkelijke gemeente)
Een parochie (afgeleid van het Griekse paroikía, dat 'buur' betekent) is in verschillende christelijke kerken een lokale gemeenschap van gelovigen, die samenkomen in de parochiekerk. Parochies zijn meestal formeel onderdeel van een bisdom. Dat geldt voor het Nederlandstalige gebied in elk geval voor de Rooms-Katholieke Kerk en de Oud-Katholieke Kerk. Ook de meeste oosterse kerken, de anglicaanse kerken en aan Lutheraanse zijde de Zweedse Kerk kennen een indeling in parochies. In Engeland heeft het overeenkomstige begrip parish tevens een staatkundige betekenis: de civil parish. In de protestantse kerken spreekt men meestal niet van parochies maar van gemeenten.
In de katholieke kerken is de herderlijke zorg over een parochie meestal aan een pastoor toevertrouwd. De pastoor kan worden bijgestaan door een parochievicaris, beter bekend als kapelaan (in Nederland) of onderpastoor (in Vlaanderen). Een uitzondering is de eigen parochie van een bisschop, rond de kathedraal waarvan hij titularis is, maar waarvan de pastorale zorg meestal gedelegeerd is aan een plebaan.

## Geschiedenis

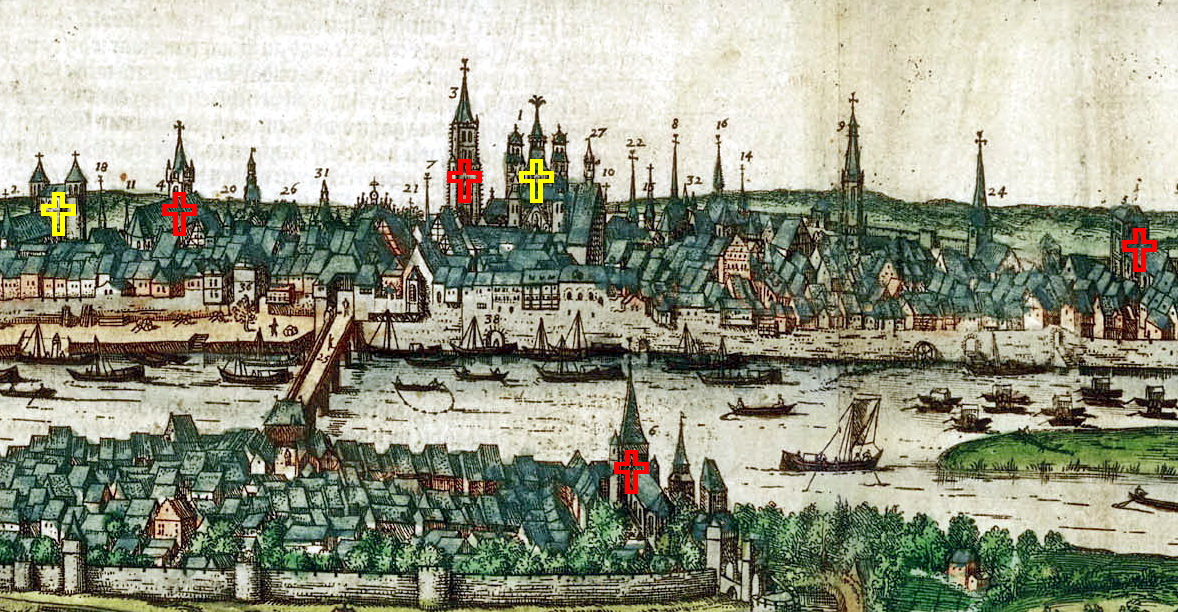
Panorama van Maastricht omstreeks 1570 met de vier parochiekerken (rode kruisjes): Sint-Nicolaas, Sint-Jan, Sint-Matthias en Sint-Martinus De twee bekendste kerken, Onze-Lieve-Vrouwe en Sint-Servaas (gele kruisjes), waren geen parochiekerken maar kapittelkerken

Het begrip parochie was in de middeleeuwen niet scherp gedefinieerd. In sommige streken werd voor parochie ook de benaming kerspel gehanteerd. In een stad als Maastricht waren vier parochies, die onderverdeeld waren in acht tot veertien kerspels. De kerspelkapel was de buurtkapel, bediend door een rector en bedoeld voor de dagelijkse missen en zielzorg. De parochiekerk werd bediend door een pastoor en was bedoeld voor bijzondere gelegenheden: doop, huwelijk en begrafenis. Pas bij de rekatholisering na 1579 bleek het in Maastricht noodzakelijk de grenzen van de parochies nauwkeuriger vast te leggen.

## Jurisdictie
Een parochie is verbonden aan een bepaald gebied, zoals een of meer dorpen, een stad of een wijk. De woonplaats van de gelovige bepaalt tot welke parochie hij behoort; de grenzen van de parochie zijn strikt afgebakend. De enige mogelijkheid om van parochie te veranderen is door te verhuizen.
Hiermee onderscheidt een parochie zich van bijvoorbeeld een gemeenschap verbonden aan een kloosterkerk, een bedevaartkerk of een kathedraal.
De parochies zijn de territoriale bouwstenen van bisdommen, al dan niet gegroepeerd in dekenaten, en het laagste niveau waarvan de titularis als ordinarius een geheel eigen canonieke jurisdictie heeft.
Een personele parochie richt zich niet op de gelovigen van een bepaald gebied, maar op een bepaalde groep gelovigen. Zo bestaan er bijvoorbeeld personele parochies voor Chaldeeuwse christenen of voor gelovigen die de mis vieren volgens de Tridentijnse ritus.

## Nederland
In Nederland draagt het kerkbestuur, ook parochiebestuur genoemd, zorg voor het parochiaal vermogen en de doelmatige aanwending daarvan ten bate van de parochie. Dit bestuur wordt gevormd door de pastoor tezamen met door de bisschop hiertoe benoemde leken. De pastoor is voorzitter van het parochiebestuur.
Het aantal zelfstandige katholieke parochies neemt jaarlijks met zo'n 25 af; eind 2006 bedroeg dit aantal 1425. Het aantal kerkgebouwen neemt ook af, er worden gemiddeld per jaar 20 kerken gesloten voor de eredienst.
Verder geplande reorganisaties hebben als doel het aantal katholieke parochies in het aartsbisdom Utrecht terug te brengen van 316 naar 49, het aantal parochies in het bisdom Haarlem van 164 naar 34 samenwerkingsverbanden van parochies; het aantal parochies in het bisdom Rotterdam zou verder worden verminderd van 147 naar 24 clusters volgens het laatste (eind 2007) reorganisatieplan genaamd "Samenwerking Geboden 2", en ook het bisdom Breda reorganiseert: van 103 parochies in 2005 streeft het bisdom naar 21 nieuwe parochies (samenwerkingsverbanden) per 2010. In totaal zal het aantal zelfstandige parochies afnemen met 606 parochies (85%) voor deze vier bisdommen. Het kleinste bisdom Groningen-Leeuwarden heeft na een eerdere fusieronde in de 21e eeuw geen plannen om het aantal zelfstandige parochies te verminderen.

## Vlaanderen
In Vlaanderen worden de materiële belangen van een parochie (woning van de pastoor, onderhoud van gebouwen etc.) behartigd door de kerkfabriek. Sinds het napoleontisch concordaat van 1801 krijgen zij hiervoor overheidssteun, als compensatie voor de onteigeningen en kerkplunderingen tijdens het Franse bewind. Die regeling komt in België ten laste van de gemeenten en het federaal ministerie van Justitie.
Voor het beleid van de pastorale taken en inhoudelijke werking laten de meeste pastoors zich bijstaan door een parochieraad, waarin naast de priester(s) ook verantwoordelijke leken-parochianen meewerken, bijvoorbeeld de verantwoordelijken voor catechese, liturgie, ziekenbezoek en zangkoor. Steeds meer parochies hebben geen eigen priester meer en gastpriesters zijn schaars, zodat de leken meer taken op zich nemen en fusies zich op termijn opdringen.